# جون كونيرز
كان جون جيمس كونيرز جونيور (بالإنجليزية: John Conyers) (16 مايو 1929-27 أكتوبر 2019) سياسيًا أمريكيًا من الحزب الديمقراطي شغل منصب ممثل الولايات المتحدة من ميشيغان من عام 1965 إلى عام 2017. دائمًا ما اشتملت المقاطعات التي مثلها على جزء من غلاب ديترويت. خلال فترات ولاياته الثلاث الأخيرة، شملت منطقته العديد من الضواحي الغربية لديترويت، بالإضافة إلى جزء كبير من منطقة داونريفر.
خدم كونيرز أكثر من خمسين عامًا في الكونجرس؛ وكانت خدمته سادس أطول مدة خدمة في الكونجرس في تاريخ الولايات المتحدة، إذ كانت أطول لفترة لعضو في الكونجرس أمريكي من أصل إفريقي. كان كونيرز عميد مجلس النواب. بحلول نهاية ولايته الأخيرة، كان آخر عضو في الكونجرس خدم منذ رئاسة ليندون جونسون.
بعد الخدمة في الحرب الكورية، أصبح كونيرز ناشطًا في حركة الحقوق المدنية. وقد عمل أيضًا كمساعد لعضو الكونجرس جون دينجيل قبل أن يفوز في انتخابات مجلس النواب عام 1964. شارك في تأسيس كتلة النواب السود في الكونجرس واكتسب سمعة كواحد من أكثر أعضاء الكونجرس ليبرالية. انضم كونيرز إلى تكتل الحزب التقدمي في الكونجرس بعد تأسيسه في عام 1991. دعم كونيرز إنشاء الرعاية الصحية أحادية الدافع ورعى قانون الرعاية الصحية الوطني للولايات المتحدة. ورعي أيضًا مشروع قانون لتخصيص يوم مارتن لوثر كنج كعطلة فيدرالية. ترشح كونيرز لمنصب عمدة ديترويت في عامي 1989 و 1993، لكنه هزم في الانتخابات التمهيدية في كل مرة.
شغل كونيرز منصبًا رفيعًا كعضو في الحزب الديمقراطي في لجنة مجلس النواب للسلطة القضائية من 1995 إلى 2007 ومرة أخرى من 2011 إلى 2017. شغل منصب رئيس تلك اللجنة من 2007 إلى 2011 ورئيس لجنة الرقابة في مجلس النواب من 1989 إلى 1995. في أعقاب مزاعم بأنه تحرش جنسيًا بموظفات واستخدم أموال دافعي الضرائب سرًا لتسوية دعوى التحرش، أعلن كونيرز استقالته من الكونجرس في 5 ديسمبر 2017.

## النشأة والتعليم وبداية المسيرة المهنية
ولد كونيرز وترعرع في ديترويت، كانت والدته لوسيل جانيس (سيمبسون) ووالده جون جيمس كونيرز، قائد للعمال. كان من بين إخوته الأخ الأصغر ويليام كونيرز. بعد تخرجه من ثانوية نورثويسترن، خدم كونيرز في الحرس الوطني لولاية ميشيغان من عام 1948 إلى عام 1950؛ وفي الجيش الأمريكي من 1950 إلى 1954 واحتياطي جيش الولايات المتحدة من 1954 إلى 1957. خدم كونيرز لمدة عام في كوريا أثناء الحرب الكورية كضابط في فيلق القوات البرية الأمريكي الهندسي، ونال العديد من أوسمة الاستحقاق والأوسمة القتالية.
بعد تأدية خدمته العسكرية الفعلية، تابع كونيرز تعليمه الجامعي.  حصل على كلا شهادتي بكالوريوس الآداب (1957) وبكالوريوس الحقوق (1958) من جامعة وين ستيت. بعد قبوله في نقابة المحامين، عمل في طاقم عضو الكونجرس جون دينجيل. وعمل مستشارًا للعديد من النقابات العمالية في منطقة ديترويت. من عام 1961 إلى عام 1963، كان حكمًا في دائرة تعويض العمال في ميشيغان. 
أصبح كونيرز أحد قادة حركة الحقوق المدنية. كان حاضرًا في سلما، ألاباما، في 7 أكتوبر 1963، في حملة تسجيل الناخبين المعروفة باسم يوم الحرية.

## روابط خارجية
- جون كونيرز على موقع IMDb (الإنجليزية)
- جون كونيرز على موقع الموسوعة البريطانية (الإنجليزية)
- جون كونيرز على موقع إن إن دي بي (الإنجليزية)
- جون كونيرز على موقع قاعدة بيانات الفيلم (الإنجليزية)